# فوندو

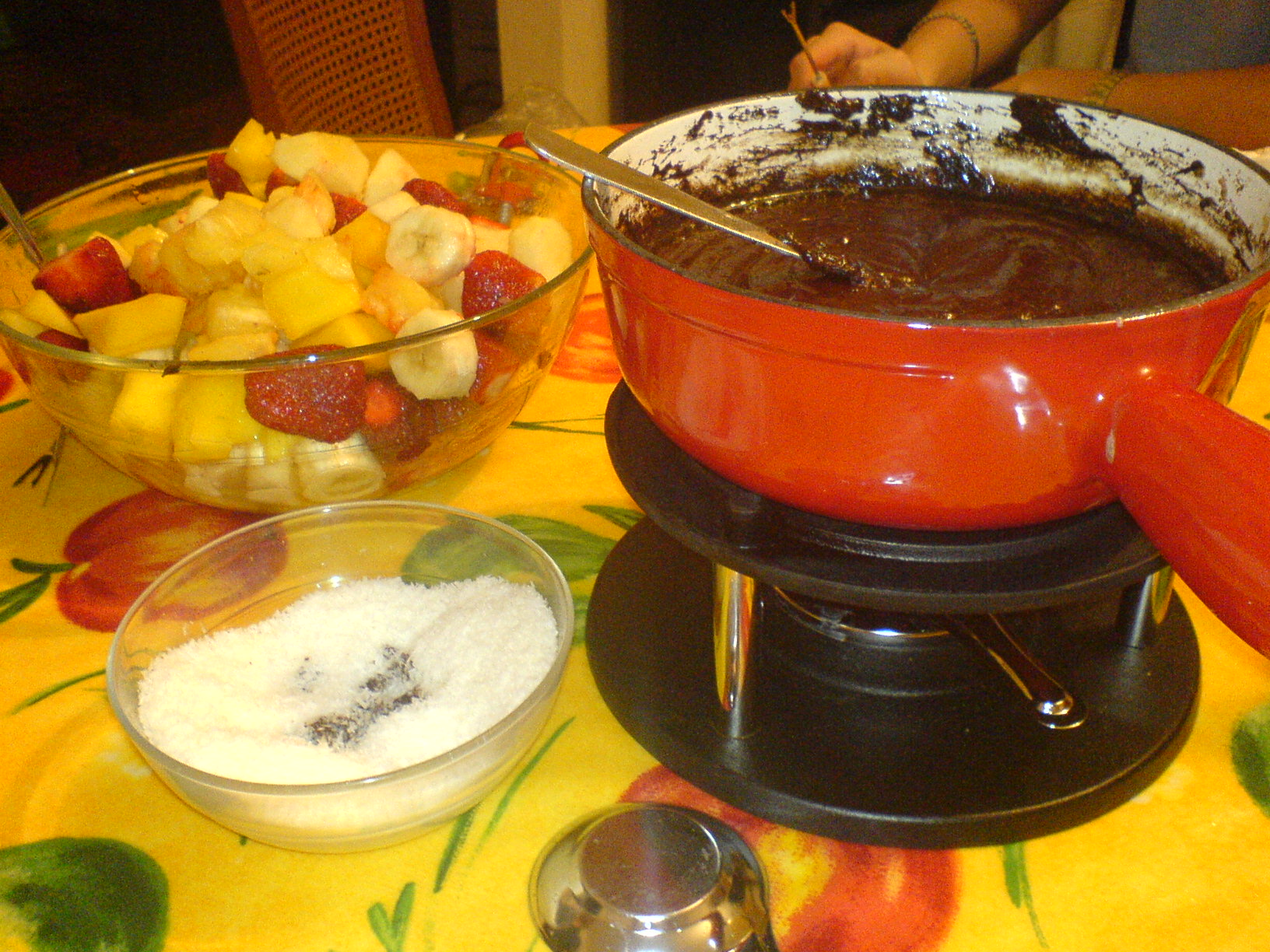
مُذوَّبة الشوكولاتة

المُذَوَّبَة أو (بالفرنسية: Fondue، نقحرة: فوندو تعني المُذوبة أو المُذابة) هو طبق سويسري وإيطالي وفرنسي معد من الجبن المذاب يقدم في قدر مشترك، يوضع على موقد صغير أو شمعة صغيرة كي تحافظ على قوامه السائل.
و يؤكل باستخدام شوكة طويلة بنهايتها خبز لتغميسها في الجبن المذاب. في عام 1930 قُدمت المُذوَّبة طبقًا سويسريًا شعبي من قبل الاتحاد السويسري للجبن (Schweizerische Käseunion) و في عام 1960 زادت شعبية المُذوَّبة في أمريكا الشمالية.
منذ الخمسينات عُمّم اسم مُذوَّبة على أكلات أخرى مشابهة مثل مُذوَّبة الشوكولاتة ( حيث تُغمس قطع من الفاكهة في قدر من الشوكلاتة السائلة على شكل نافورة الشوكولاتة) أو المُذوَّبة البُرغونية (حيث تُغمس قطع من اللحم في قدر من الزيت).

## تاريخ
وردت أقدم وصفة معروفة لمُذوَّبة الجبن بشكله الحالي في كتاب للطهي صدر في زيورخ عام 1699، حيث جاء تحت عنوان «لطهي الجبن مع النبيذ» طريقة تناول الجبن المبشور أو المقطع والمذاب بالحرارة بتغميس الخبز فيه. إلا أن اسم مُذوَّبة الجبن ظل حتى نهايات القرن التاسع عشر يشير إلى طبق آخر كان يحتوي على خليط الجبن مع البيض المخفوق.
روج اتحاد الجبن السويسري في ثلاثينيات القرن العشرين لمُذوَّبة الجبن كطبق سويسري شعبي بنشر العديد من وصفات طهيه، وقاد حملة لتسويقه في جميع انحاء سويسرا كوسيلة لزيادة استهلاك منتجات الجبن، أصبح مُذوَّبة الجبن منذ ذلك الحين رمزا لوحدة سويسرا.
قُدّمت مُذوَّبة الجبن في الولايات المتحدة الأمريكية لأول مرة في مطعم الجناح السويسري خلال معرض نيويورك العالمي الذي أقيم في عام 1964. اشتهر الطبق هناك خلال عقدي الستينيات والسبعينيات من القرن العشرين مع انتشار الأطعمة والأطباق التي تقدم على مواقد محمولة لتظل ساخنة.
قدم مُذوَّبة اللحم لأول مرة في عام 1956 في مطعم شاليه سويس السويسري في نيويورك، ثم ظهر مُذوَّبة الشوكولاتة في منتصف ستينيات القرن العشرين ضمن حملة للترويج لشوكولاتة توبليرون.

## التحضير

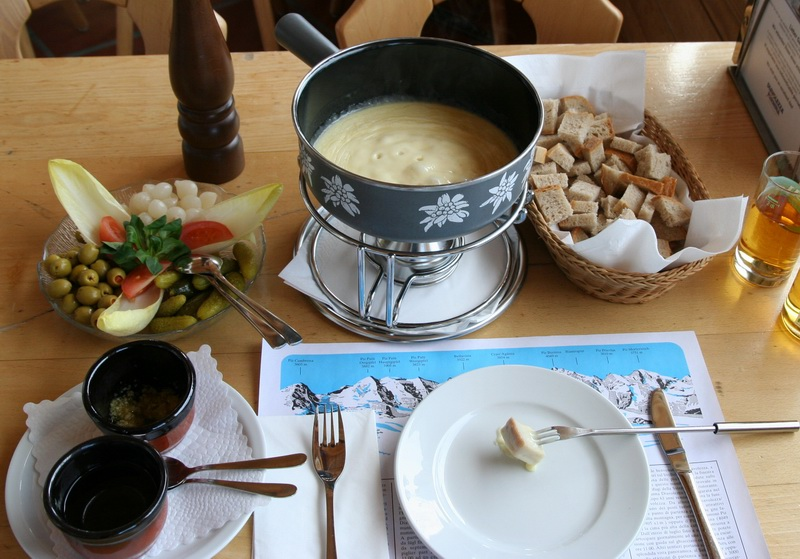
وجبة من مُذوَّبة الجبن مع الخبز والمقبلات ومشروب البراندي في سويسرا

يحتوي مُذوَّبة الجبن على مزيج من الجبن والنبيذ والتوابل.
يسخن النبيذ الأبيض قليلًا مع نشا الذرة، ثم يضاف الجبن المبشور إلى الخليط ويقلب حتى يذوب. يعمل نشا الذرة أو أي نوع آخر من النشا على جعل قوام الخليط أكثر سمكًا، كما يمكن إضافة المزيد من النبيذ إذا أصبح المُذوَّبة سميكًا جدًا، حيث يقلل الإيثانول وحمض الطرطريك من لزوجة المُذوَّبة.
تُقدم المُذوَّبة في النهاية على موقد صغير للحفاظ على خليط الجبن ساخنًا وفي حالة سائلة. وتؤكل المُذوَّبة بوضع قطعة خبز على شوكة المُذوَّبة ثم غمسها في الإناء ومن ثم أكلها. يفضل استعمال الشوكة لغمس قطع الخبز ونقلها إلى الطبق فقط وليس لوضعها في الفم والأكل بها مباشرة.

## الأنواع
ظهرت العديد من أنواع أطباق المُذوَّبة على غرار مُذوَّبة الجبن من بينها:

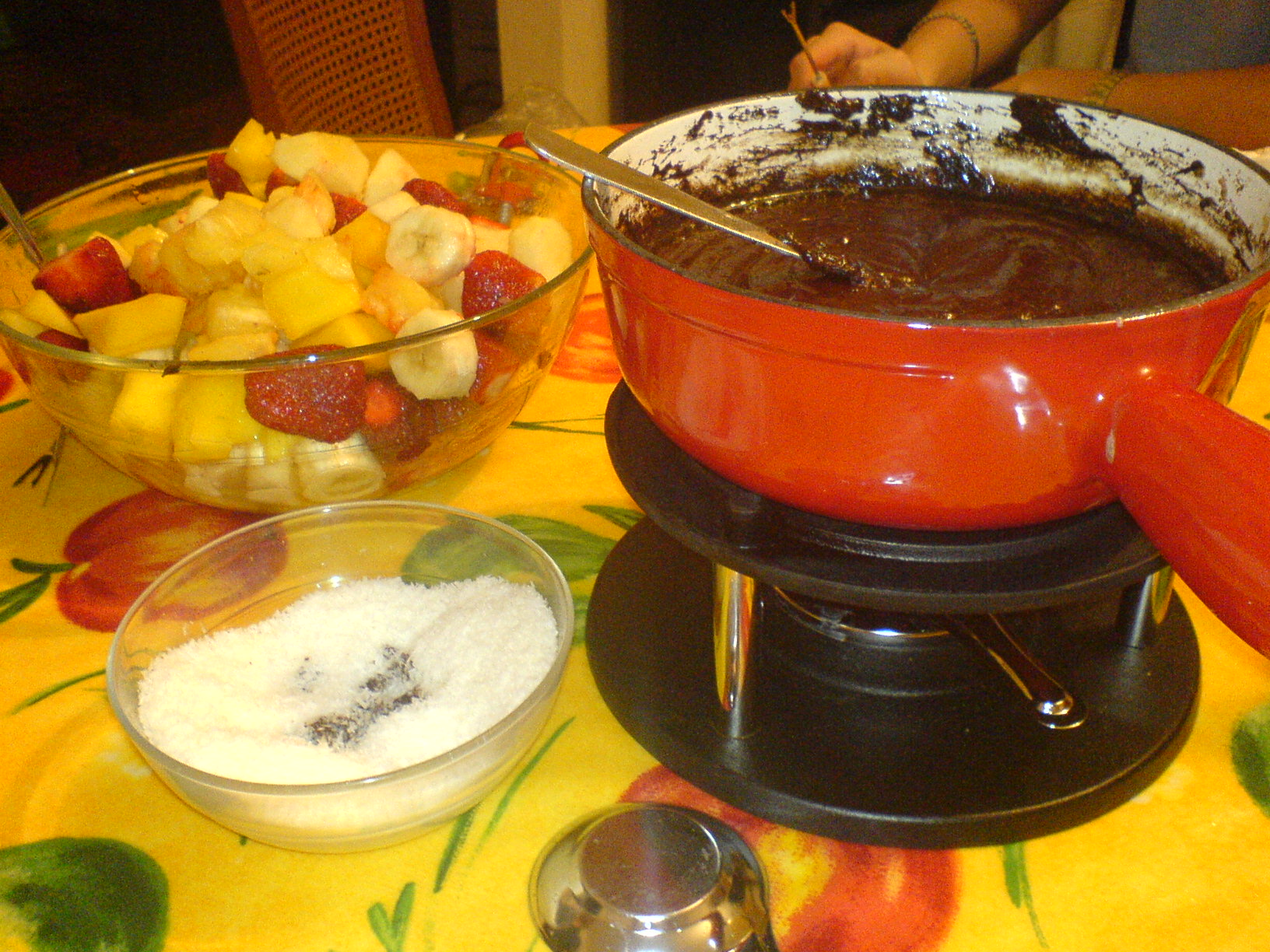
المُذوَّبة الصينية

المُذوَّبة الصينية (فوندو شِنواز): ويحتوي على شرائح رقيقة من اللحوم والخضروات تقدم في إناء من المرق المغلي، وتؤكل باستخدام شوكة المُذوَّبة، وترافقها عادةً السلطة كطبق جانبي مع بعض أنواع التوابل والصلصات.
مُذوَّبة الشوكولاتة: ويتكون من قطع الفاكهة أو المعجنات التي تغمس في إناء من الشوكولاتة الذائبة، كما يمكن صنع أنواع حلوة أخرى من المُذوَّبة باستخدام جوز الهند، أو العسل، أو الكراميل، أو المارشميلو.

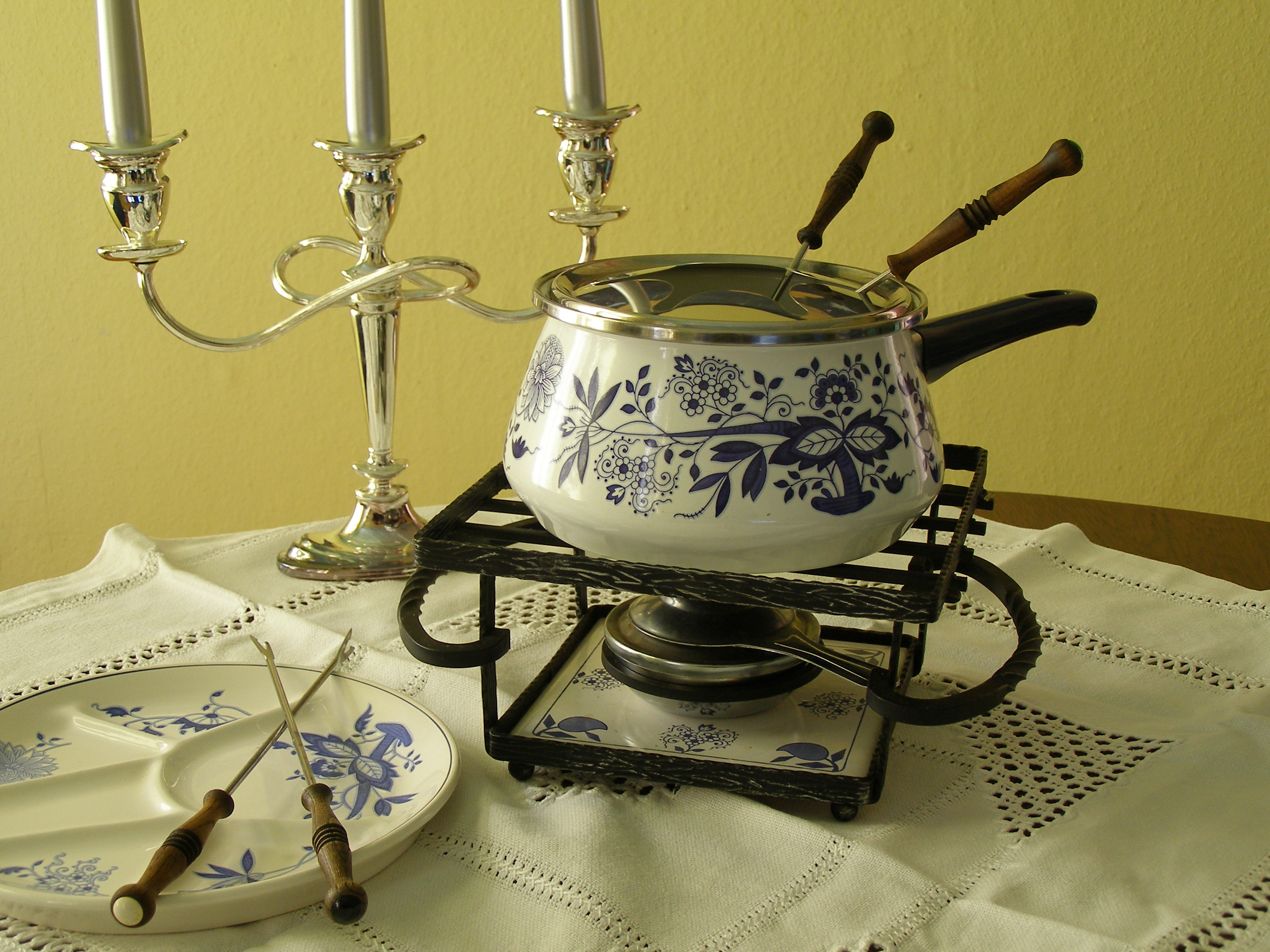
مُذوَّبة البرغونيين

المُذوَّبة البُرغونية: ويتكون من قطع اللحم التي تُغمس في إناء من الزيت الساخن لطهيها وتؤكل إلى جانب أنواع من الصلصات والتوابل والمقبلات.
مُذوَّبة النبيذ: ويشبه مُذوَّبة البُرغينيون إلى حد كبير ولكن مع استبدال الزيت بالنبيذ الأحمر المتبل بخليط من الملح والفلفل والثوم والبصل والأعشاب، أو النبيذ الأبيض المتبل بالقرفة والفلفل الحار والكزبرة والفلفل الأبيض ومدعومة مع إضافة مرق الدجاج.